# Neostalinismo
Neostalinismo é um termo político referindo-se às tentativas de reabilitar o papel de Joseph Stalin na história e restabelecer a orientação política de Stalin, ao menos parcialmente. O termo também é utilizado para designar os regimes políticos modernos, em alguns estados, a vida política e social que tem muitas semelhanças com o regime de Stálin.
O termo neostalinismo é amplamente utilizado por muitos especialistas, políticos e pesquisadores.
A única prática realmente considerada neostalinista na história foi o período quando a União Soviética era governada por Leonid Brejnev, Iuri Andropov e Konstantin Chernenko, de 1964, após a deposição do reformista Khrushchov, a 1985, quando o reformista e ocidentalista Gorbachov chegou à chefia do Kremlin.

## Neostalinismo na União Soviética

### Brejnev, Andropov e Chernenko
Em 1956, Nikita Khrushchov denunciaria os crimes cometidos por Stálin durante o chamado Grande Expurgo, e também o culto da personalidade praticado por Stálin.
Em 1964, Leonid Brejnev substituiria Khrushchov, e ficaria no cargo até sua morte, em 1982. Durante a gestão Brejnevista, as práticas de Stálin foram re-consideradas, e até praticadas por Brejnev, entre elas o exílio de alguns dissidentes, o mais famoso deles foi o de Alexander Soljenítsin, crítico de Stálin e Brejnev, que escreveu o livro Arquipélago Gulag.
Durante sua gestão, Brejnev tentou reabilitar o nome de Stálin, mas como o país já se demonstrava chocado pelo que disse Khrushchov, Brejnev não pode pôr em prática a simbologia Stalinista, assim como a Leninista, que já ocorria na época, mesmo assim, praticou algumas das políticas de Stálin, criando inclusive uma doutrina stalinista ao qual denominou Doutrina da Soberania Limitada.

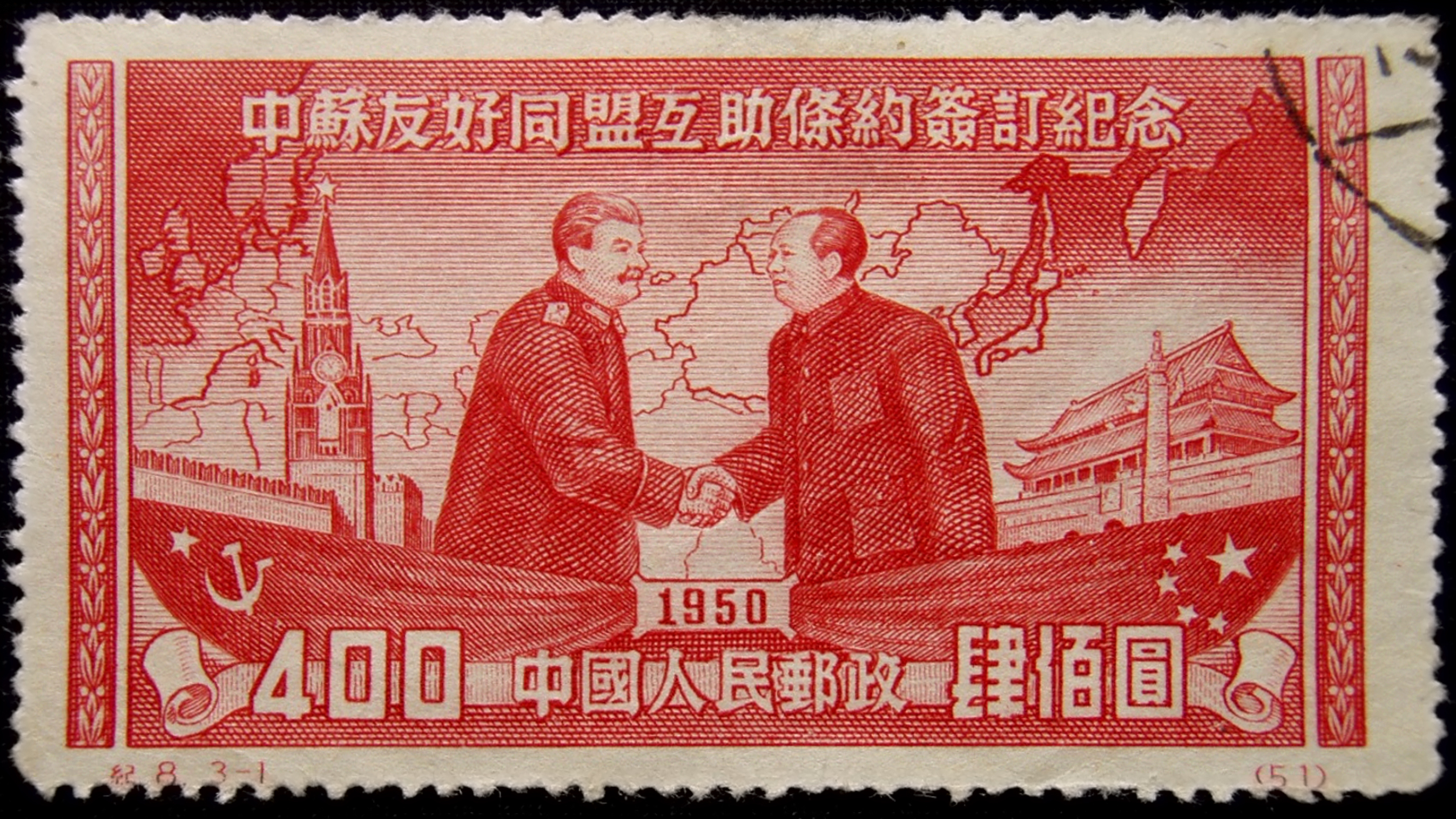
Stálin e Mao Tse-Tung se cumprimentam em 1950, a propaganda stalinista seria recuperada durante a gestão de Brejnev, muito similar à de Stalin

Esta doutrina é caracterizada stalinista por afirmar que a URSS era o centro do socialismo no mundo, e ressaltar que um país socialista pode intervir política e militarmente em outro em nome da manutenção do socialismo, tendo como exemplos práticos a Invasão da Tchecoslováquia, em 1968 e a Intervenção no Afeganistão, de 1979 até 1989, mas além disso, Brejnev fazia um largo culto da personalidade, assim como Stálin, mas não somente de sua pessoa, mas sim do comunismo, do povo, da mulher, da paz e do trabalho, entre outros.
O sociólogo Victor Zaslavski caracteriza os chamados Anos Brejnev como um período semelhante ao de Stálin, mas desta vez sem o culto da personalidade, mas sim um largo culto ao povo soviético, à paz e ao trabalho.
Alguns sociólogos afirmam que as gestões de Iuri Andropov e Konstantin Chernenko, que ocorreram de 1982 a 1985, foram as piores e mais duras durante o regime soviético após Stálin, por reprimir fortemente movimentos liberais, e de fato, Andropov e Chernenko seguiriam a linha dura de Brejnev e Stálin, até serem substituídos por Mikhail Gorbachov.

### Mikhail Gorbachov
Mikhail Gorbachov deu fim ao neostalinismo soviético quando iniciou a sua doutrina Sinatra, que substituiu totalmente a doutrina Brejnev, segundo Gorbachov, cada país deveria seguir seu próprio caminho, daí o nome Sinatra, da música My Way que significa Meu Caminho, diferente de Brejnev, que pensava que todos os países deveriam permanecer sob o comando da URSS para chegarem ao comunismo.

## Neostalinismo russo

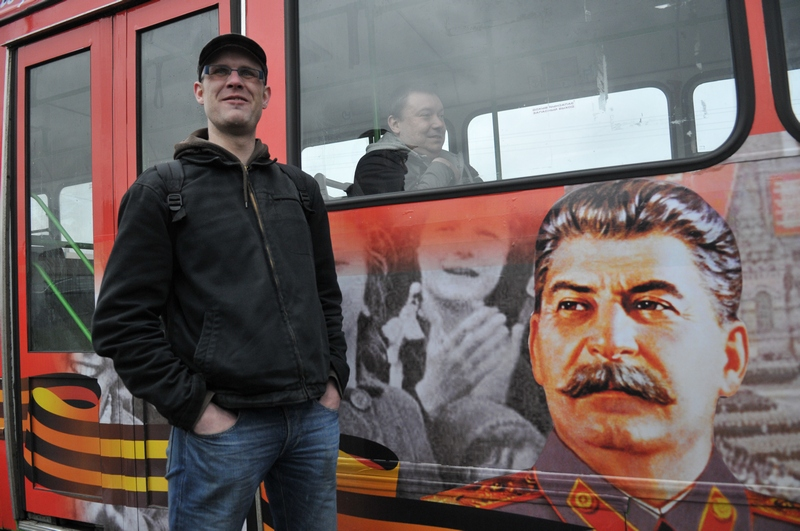
Um ônibus de São Petersburgo, com o retrato de Stalin. O retrato foi incluído em uma montagem que comemorava a vitória da URSS na Grande Guerra Patriótica.

Atualmente, na Rússia, o PCFR (Partido Comunista da Federação Russa), celebra o governo stalinista.
Recentemente, um programa de televisão russo, que pretendia escolher a personalidade que mais fez e marcou história na Rússia, foi bastante polêmico, em terceiro lugar encontrava-se o nome de Joseph Stálin, e ironicamente, ele não era russo, mas sim geórgio, muitos acusam que Stálin foi o primeiro na lista, mas os rumores não foram confirmados.
Vladimir Putin iniciou, em torno de 2004, um movimento para encorajar o povo russo a sentir orgulho do herói Joseph Stálin.
Um livro de história para alunos das escolas do país descreve Stalin como um administrador eficiente que liderou a União Soviética durante a Segunda Guerra Mundial.
Em 2005, o político comunista Guennadi Ziuganov, disse que a Rússia "deve mais uma vez prestar homenagens a Stálin, por seu papel na construção do socialismo e por salvar a civilização humana contra a praga nazista."

## Stalinismo e Neostalinismo em outros países

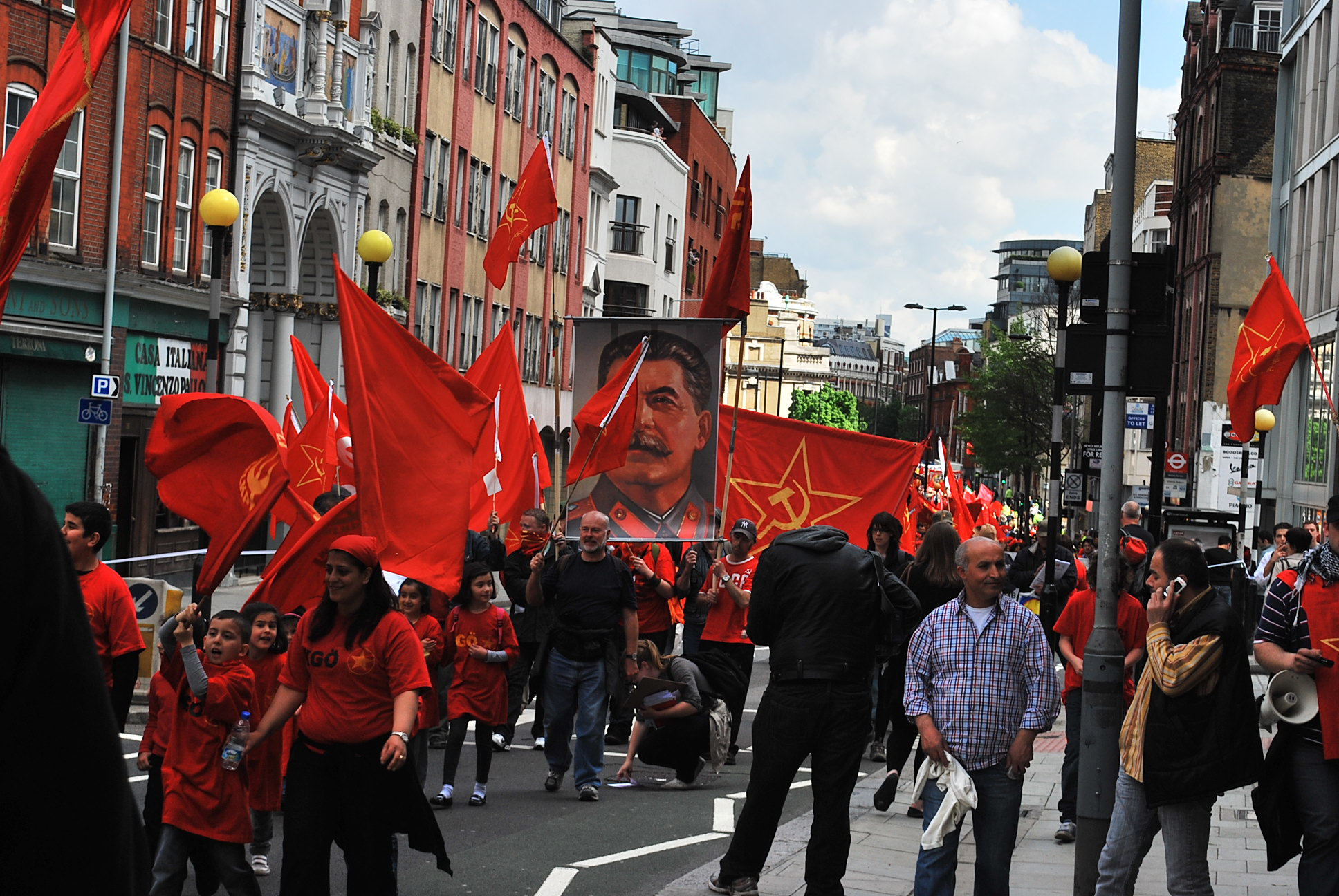
Manifestação do Dia do Trabalhador com retrato de Stalin em Londres 2010

Em alguns casos, as práticas stalinistas em outros países é definida como neostalinismo, mas esta definição não era válida durante a época de Stálin, uma vez que o stalinismo não havia sido extinto e substituído pelo neostalinismo, como previsto, mas por outro lado, estas doutrinas, que se assemelham stalinistas, não a são, uma vez que têm seus nomes e teorias próprias, como o Castrismo em Cuba e outros mais, nomes que podemos afirmar que são stalinistas reformados, mas que segundo os próprios, não são.
Além disso, o líder da revolução cubana Fidel Castro no livro "Biografia a duas vozes" - de Ignacio Ramonet - e faz severas críticas aos erros da URSS, como também havia feito no programa Roda Viva.